# グレープ・ウスペンスキー
グレープ・ウスペンスキー （ロシア語:Глеб Иванович Успенский、1843年10月25日（ユリウス暦10月13日）－1902年4月6日（ユリウス暦3月24日））は帝政期ロシアの作家。

## 略伝
モスクワの南方トゥーラ市の小官吏の子として生まれる。トゥーラで学び、その後チェルニーゴフに移る。1861年にペテルブルク大学に入学し、翌年にモスクワ大学に転じるが1863年に中退する。そのころから地方都市の職人や小官吏の生活を描いた散文を«ヤースナヤ・ポリャーナ　Ясная Поляна», «Библиотека для чтения», «ロシアの言葉　Русское слово», «Зритель», «Северное сияние», «Искра», «Будильник», «Женский вестник», «Новый русский базар», «同時代人　Современник»などの雑誌に載せ、文名を確立。1870年代には「ヴ・ナロード」運動に身を投じるためにロシア東南部のサマーラ県に赴く。農奴解放の否定的影響があらわれ商業主義の犠牲となった農村共同体を目撃したウスペンスキーは、村の生活についてペシミズムに彩られたスケッチを描く。その後、北部ロシアのノヴゴロド県に移り、記録文学の著述を続けた。80年代におけるナロードニキの大量逮捕と反動の動きに憂鬱症をわずらって1889年に発狂し、死ぬまでの13年間は精神病院で過ごしている。

## 評価
無政府主義者のクロポトキンは、ウスペンスキーについて「自分一人で一つの流派をつくっていて、彼のような文学作品はどこの国にも見あたらない」と述べ、民俗学や人口統計学と民衆心理学の要素をふくむそのユニークさを特筆している。さらに、ウスペンスキーが貧民階級を理想化する今までの民衆作家の傾向からぬけだし、農村共同体の生活様式や社会的力をリアルにとらえた、と評する。
マルクス主義者のプレハーノフには、官僚によって損なわれた農村共同体を拒否する点が「ナロードニキたちの牧歌的幻想からも解放されている」と高く評価され、社会主義の基盤としての農村共同体が階級分化によって分裂した例証として、その作品があげられた。
たとえばヴェーラ・フィグネルのような同時代のナロードニキ出身の革命家たちにも愛読され、若い時のトロツキーにも深い影響を与えている。

## 主著
- 『ラスチェリャーエヴァ街の習俗　Нравы Растеряевой улицы』 1866年
- 『零落　Разорение』 1869年
- 『農民と農民の労働　Крестьянин и Крестьянский』1880年
- 『土地の力　Власть земли』 1882年